# Золотой глобус (премия, 1954)
11-я церемония вручения наград премии «Золотой глобус»

22 февраля 1954
Лучший фильм : 

Премия не вручалась
11-я церемония вручения наград премии «Золотой глобус» за заслуги в области кинематографа за 1953 год. Церемония была проведена 22 февраля 1954 года в Лос-Анджелесе, штат Калифорния, США.

## Победители
| Победители выделены отдельным цветом. |

| Категории                                               | Фотографии лауреатов | Победители                                   |
| ------------------------------------------------------- | -------------------- | -------------------------------------------- |
| Лучший фильм — драма                                    |                      | • Премия не вручалась                        |
| Лучший фильм — комедия или мюзикл                       |                      | • Премия не вручалась                        |
| Фильм                                                   |                      | • «Плащаница»                                |
| Лучшая мужская роль — драма                             |                      | • Спенсер Трейси — «Актриса»                 |
| Лучшая женская роль — драма                             |                      | • Одри Хепбёрн — «Римские каникулы»          |
| Лучшая мужская роль — комедия или мюзикл                |                      | • Дэвид Найвен — «Луна голубая»              |
| Лучшая женская роль — комедия или мюзикл                |                      | • Этель Мерман — «Назовите меня мадам»       |
| Лучший режиссёр                                         |                      | • Фред Циннеман — «Отныне и во веки веков»   |
| Лучший актёр второго плана                              |                      | • Фрэнк Синатра — «Отныне и во веки веков»   |
| Лучшая актриса второго плана                            |                      | • Грейс Келли — «Могамбо»                    |
| Лучший сценарий                                         |                      | • Хелен Дойч — «Лили»                        |
| Лучшая музыка к фильму                                  |                      | • Премия не вручалась                        |
| Премия Сесиля Б. Де Милля                               |                      | • Дэррил Фрэнсис Занук                       |
| Специальная награда «Достижение»                        |                      | • Уолт Дисней                                |
| Премия Генриетты (избранный мировой фильм)              |                      | • Алан Лэдд                                  |
| Премия Генриетты (избранный мировой фильм)              | • Мэрилин Монро      |                                              |
| Премия Генриетты (избранный мировой фильм)              | • Роберт Тейлор      |                                              |
| Документальный фильм                                    |                      | • «Королева коронована»                      |
| Лучший фильм по развитию международного взаимопонимания |                      | • Джордж Ситон — «Маленький мальчик потерян» |
| Лучший дебют актёра                                     |                      | • Ричард Эган                                |
| Лучший дебют актёра                                     | • Стив Форрест       |                                              |
| Лучший дебют актёра                                     | • Хью О`Брайан       |                                              |
| Лучший дебют актрисы                                    |                      | • Пэт Кроули                                 |
| Лучший дебют актрисы                                    | • Белла Дарви        |                                              |
| Лучший дебют актрисы                                    | • Барбара Раш        |                                              |